# Lapidárium

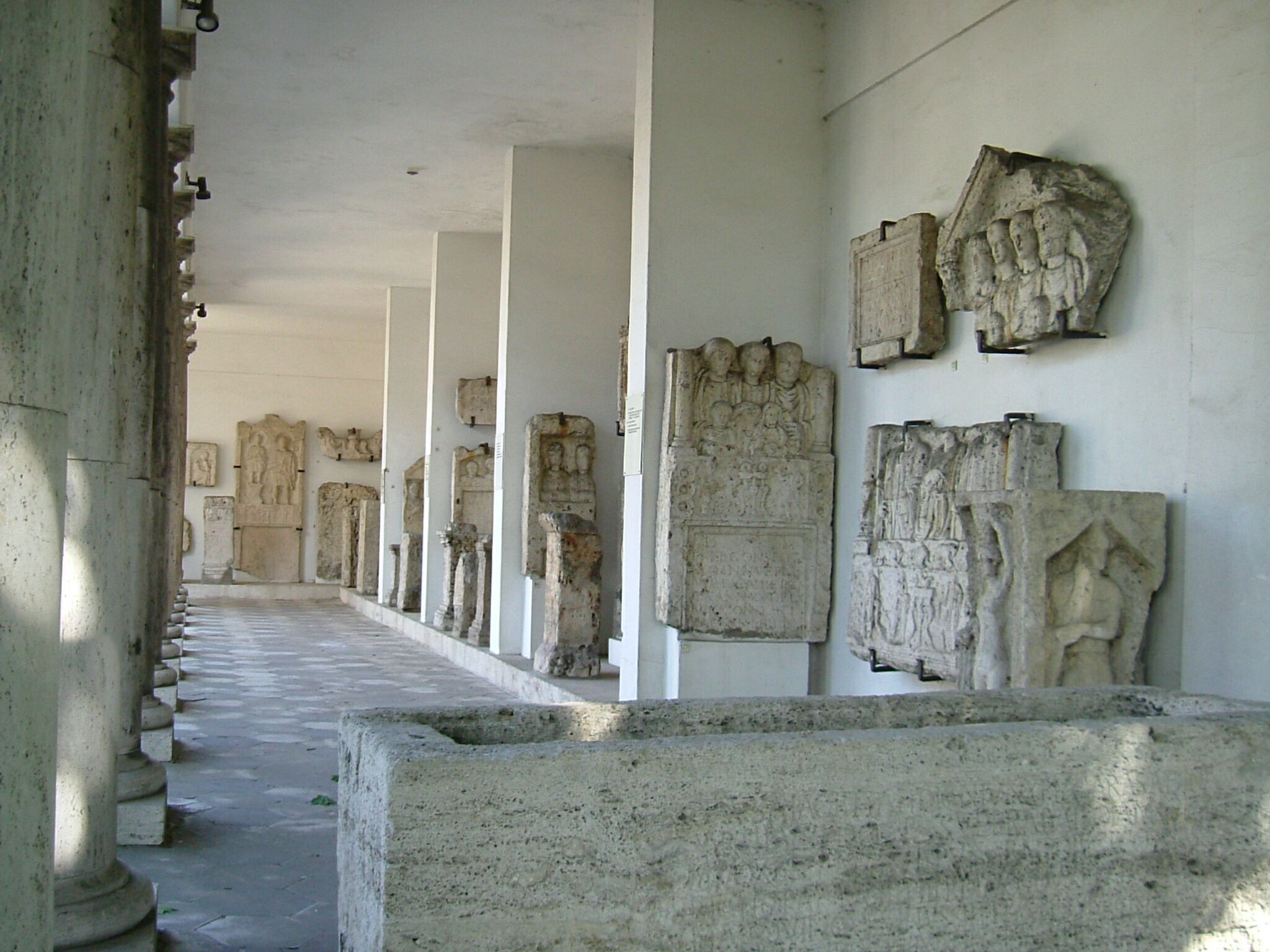
Lapidárium v Muzeu Aquincum v Budapešti

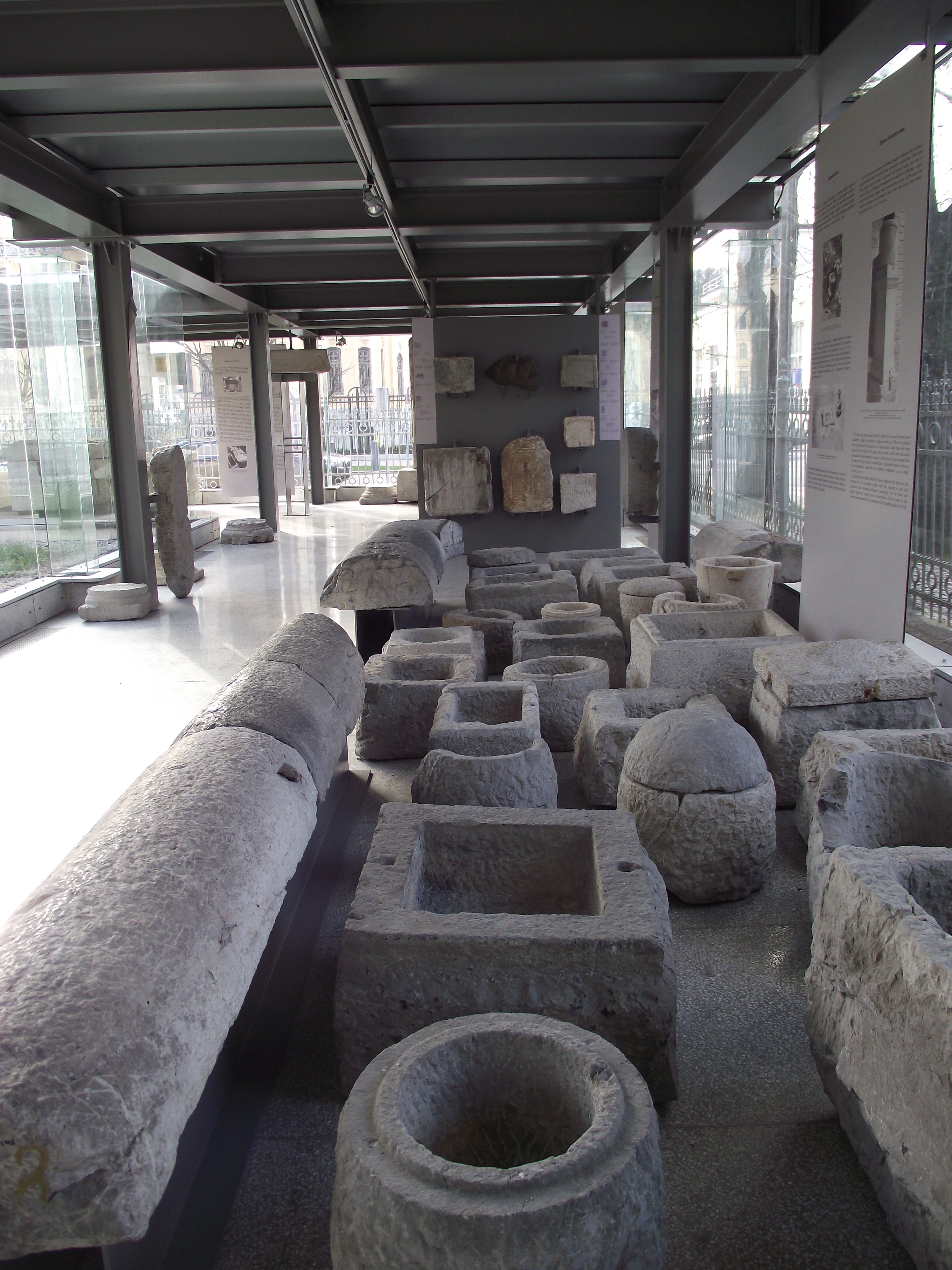
Lapidárium ve Slovinském národním muzeu v Lublani

Lapidárium (z lat. lapis – „kámen“) je označení pro místo či instituci, kde jsou shromážděny a vystavovány kamenné předměty jako sochy, náhrobky, sarkofágy, pomníky, kašny, kříže, milníky, kamenné části nebo články staveb, (kupříkladu pilíře, sloupy, kružby oken, portály, svorníky, žebra, klenáky) apod.
Nejstarší lapidária vznikala in situ (na místě) zaniklých antických měst či osad, rozbořených barbary v období zániku Římské říše, byla esteticky upravována a zpřístupňována již od doby renesance.
Další vlna zájmu o lapidária souvisí s osvícenstvím 2. poloviny 18. století. Do lapidárií od té doby bývají přemísťovány originály sochařských děl, které zpravidla byly zásadně poškozeny, a proto je na jejich stanovišti nahradily kopie, významné historické památky (pamětní nápisové desky) či ohrožené památky (např. smírčí kříže), často ideologicky nevhodné pomníky.
Další objekty pocházejí ze zrušených hřbitovů, z veřejných prostranství, kde při úpravách bránily provozu (kašny, pomníky), dále ze zbořených staveb (dekorace domů z nik, attiky, nádvoří) či z archeologických výzkumů.
Nynější lapidária jsou zpravidla součástí muzeí, galerií, expozic na hradech, zámcích či archeologických nalezištích, případně jsou v ně přeměněny zrušené hřbitovy.

## Významná lapidária v Česku
- Lapidárium Národního muzea, Praha 6 – Bubeneč, Výstaviště 422 (od roku 1905)
- Lapidárium Galerie hlavního města Prahy, sál Gorlice – kasemata v Praze 2 na Vyšehradě
- Lapidárium Muzea východních Čech v Hradci Králové
- Lapidárium zaniklých obcí Doupovských hor nad vsí Vintířov (část obce Radonice)
- Lapidárium Vlastivědného muzea v Olomouci
- Knihovna a muzeum v Aši, (tamže Společnost pro výzkum kamenných křížů)
- Lapidárium v kapli při zámku Mnichovo Hradiště
- Lapidárium Šolcův statek v Sobotce
- Lapidárium špitálu v Kuksu
- Hrad Klenová u Klatov
- Tzv. Mnišský dvorek v Chomutově[1]
- Lapidárium kláštera ve Velehradě

## Významná lapidária ve světě

### Evropa
Francie
- Musée de Cluny, Paříž

Chorvatsko
- Lapidárium Čakovec

Itálie
- Kapitolská muzea, Řím
- Vatikánská musea, Řím
- Pallazzo Venezia, Řím
- Canosa di Puglia
- Museo civico e lapidario, Terst

Maďarsko
- Lapidarium Acquincum, Budapešť
- Lapidárium Národní galerie, Budapešť

Německo
- Staatliche Museen Berlín
- Stará Pinakotéka – Alte Pinakothek Mnichov
- Berlin-Kreuzberg
- Erfurt
- Magdeburg – Salbke
- Römisches Lapidarium, Landesmuseum Stuttgart

Rakousko
- Muzeum města Vídeň
- při poutním kostele Maria Saal

Slovinsko
- Slovinské národní muzeum v Lublani

Švýcarsko
- klášterní kostel Sankt Gallén

### ostatní svět
- The Cloisters, součást Metropolitního muzea umění, New York

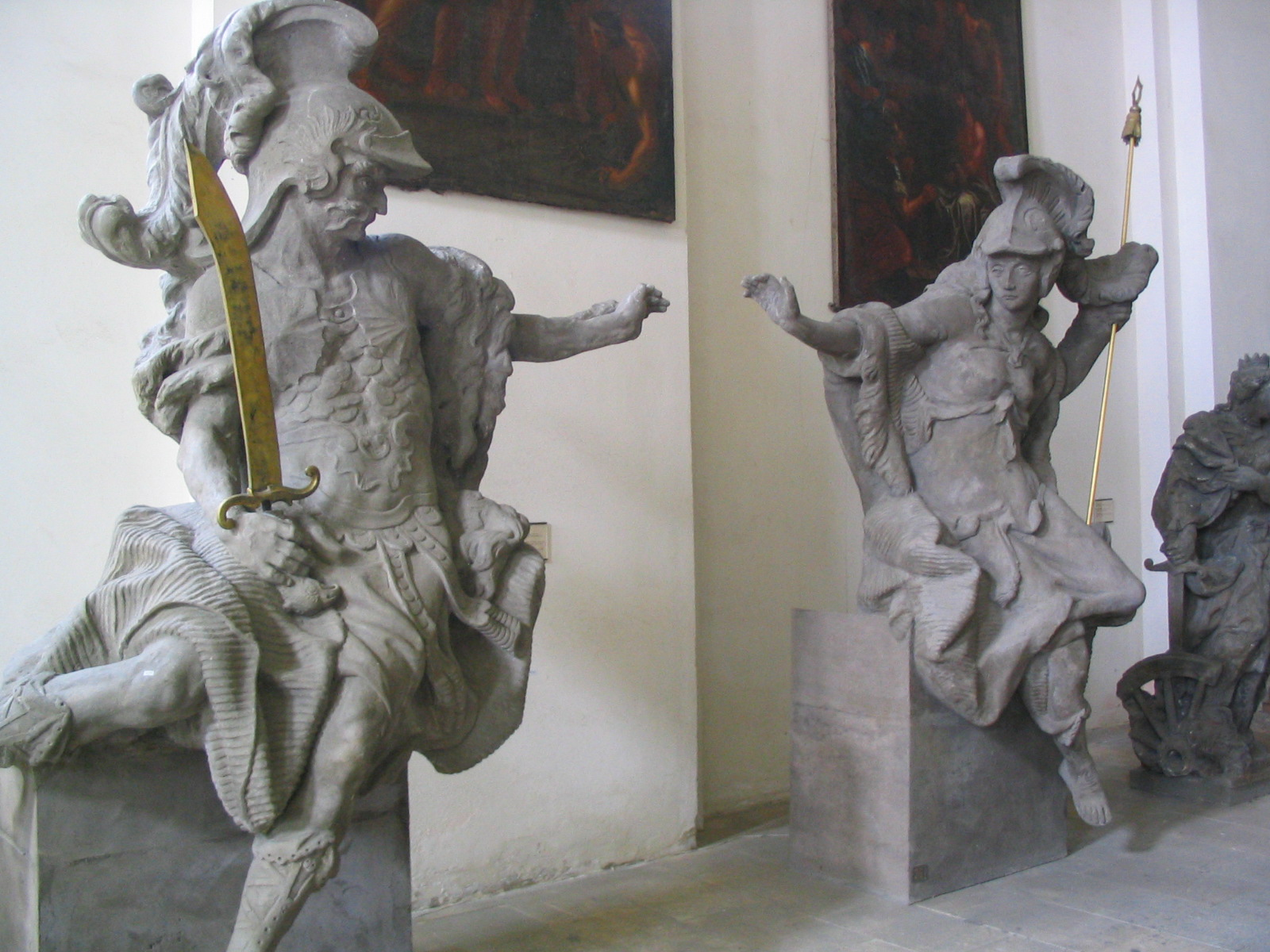
Lapidárium na zámku Mnichovo Hradiště
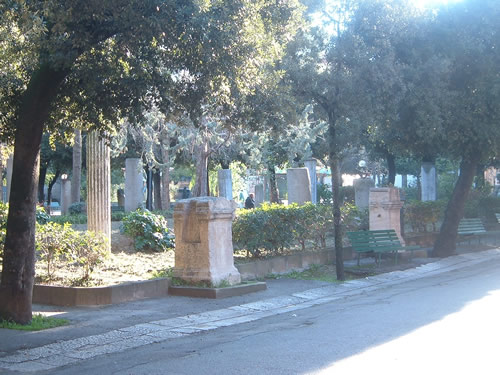
Lapidárium v italském městě Canosa di Puglia
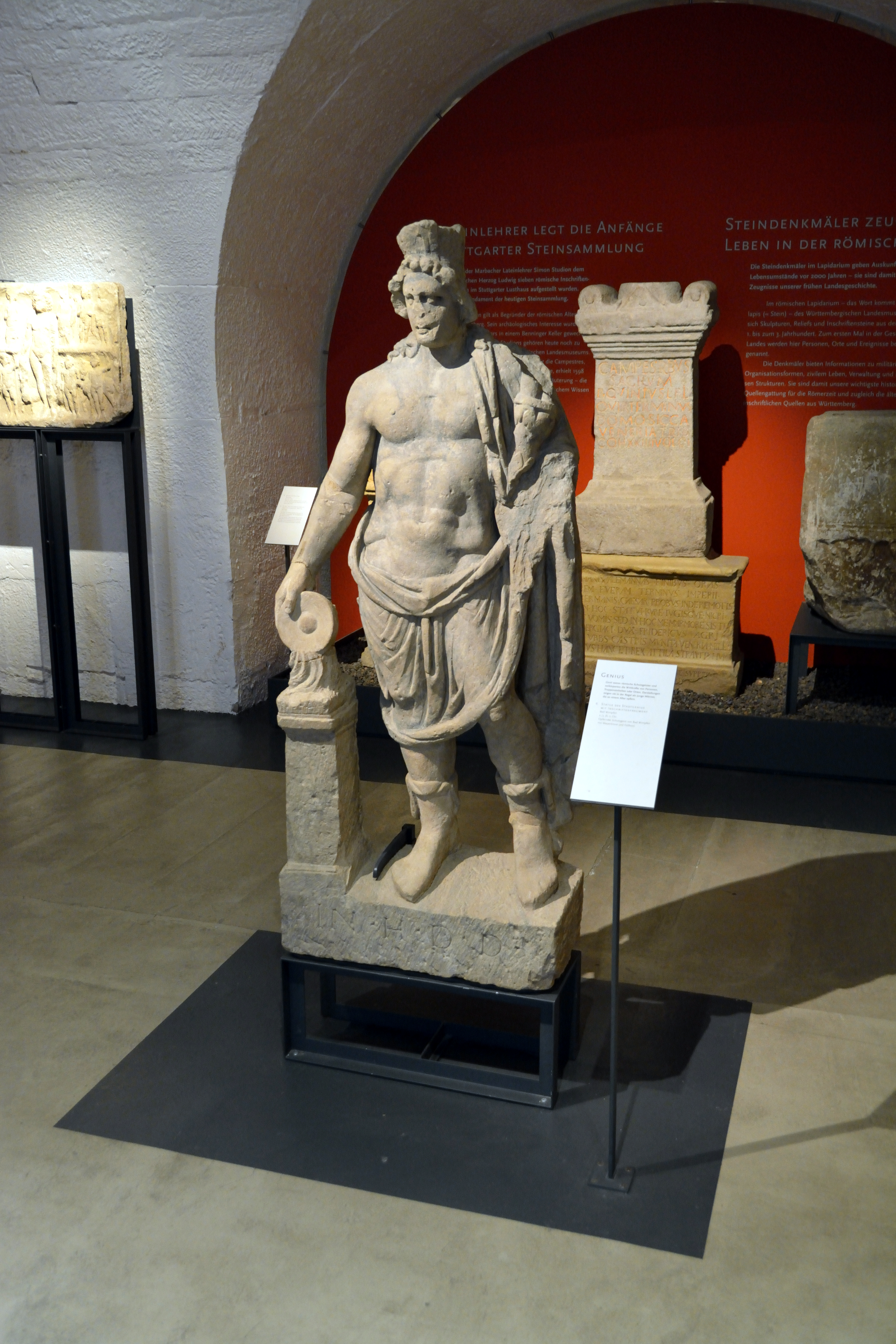
Římské lapidárium Stuttgart, Zemské muzeum Badenska-Württemberska
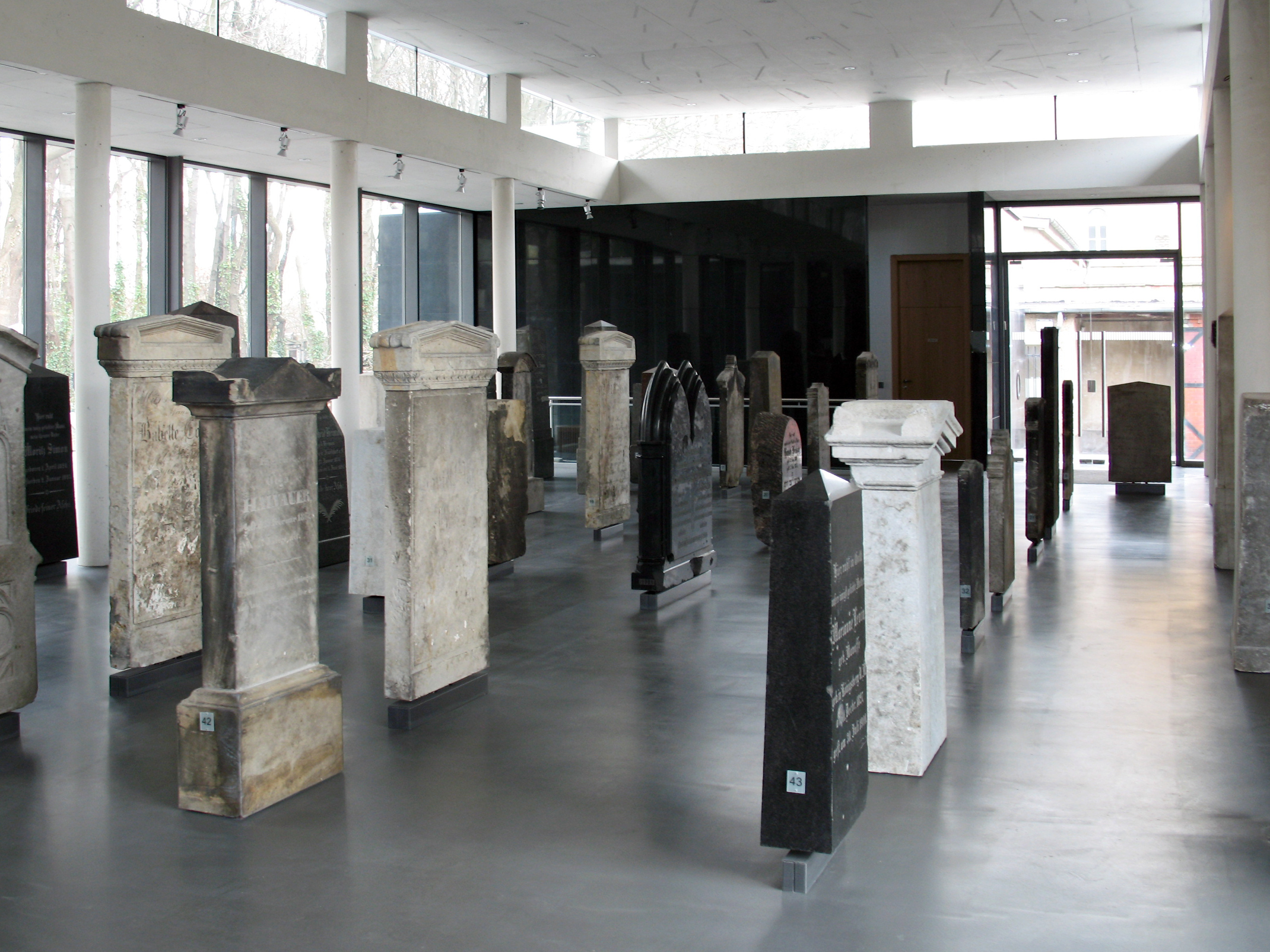
Náhrobky ze zaniklého židovského hřbitova Schönhäser v Berlíně
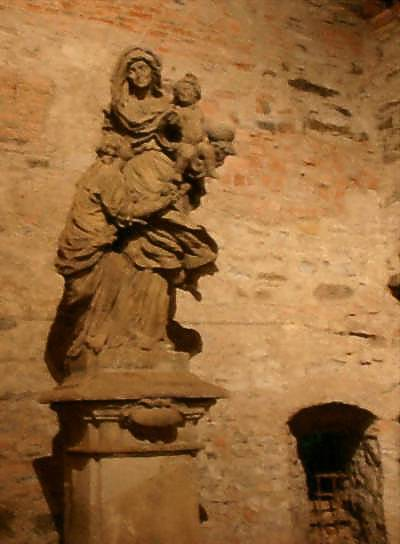
M.V.Jäckel: Socha sv. Anny z Karlova mostu v kasematech (sál Gorlice) pevnosti Vyšehrad
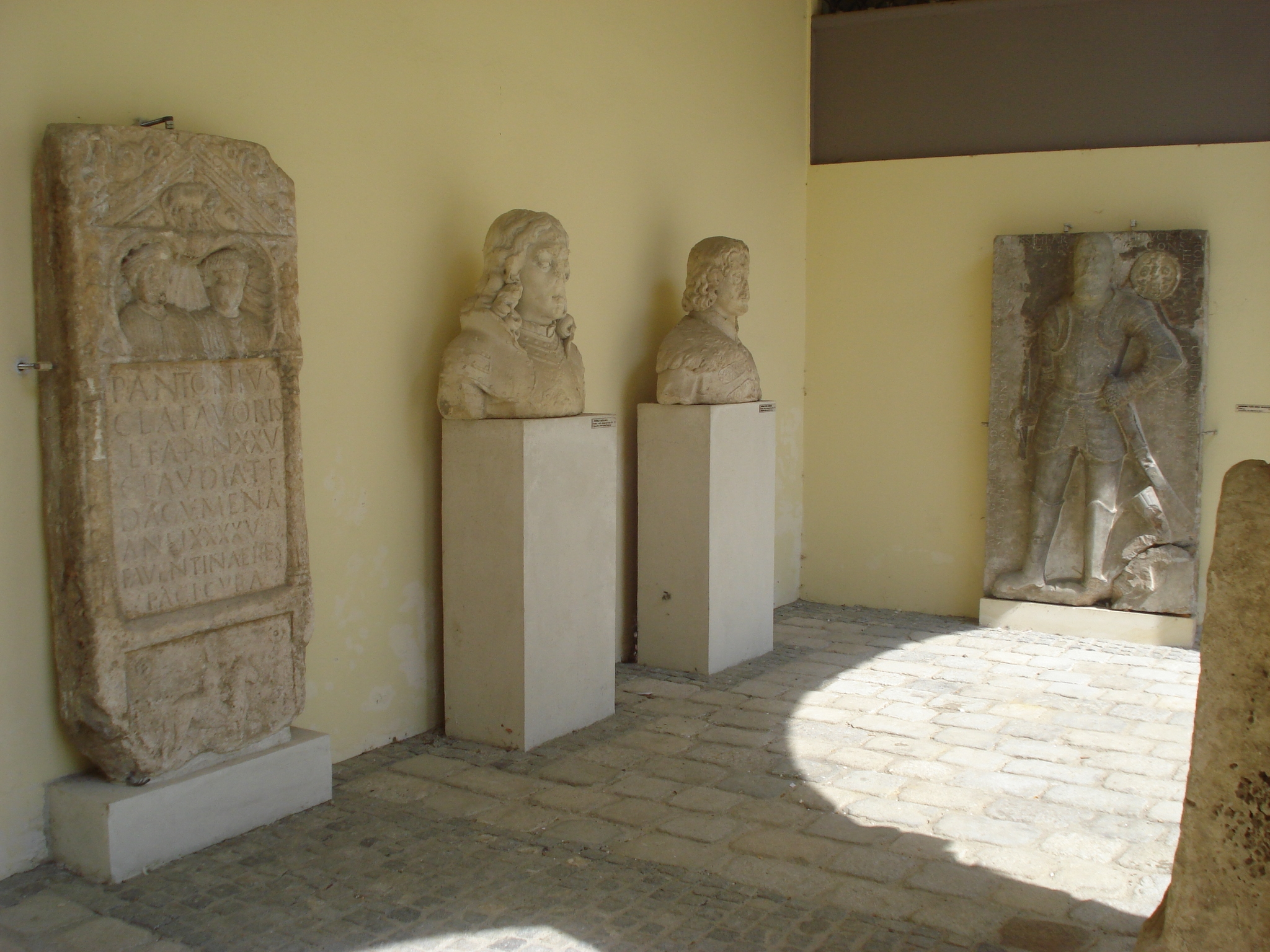
Lapidárium v Čakovci, Chorvatsko